# Rottboellia coelorachis
Rottboellia coelorachis là một loài thực vật có hoa trong họ Hòa thảo. Loài này được G.Forst. miêu tả khoa học đầu tiên năm 1786.